# Ophisternon bengalense
Ophisternon bengalense is een  straalvinnige vissensoort uit de familie van kieuwspleetalen (Synbranchidae). De wetenschappelijke naam van de soort is voor het eerst geldig gepubliceerd in 1844 door McClelland.
De soort staat op de Rode Lijst van de IUCN als niet bedreigd, beoordelingsjaar 2010.